# Miradowo
Miradowo – wieś kociewska w Polsce położona w województwie pomorskim, w powiecie starogardzkim, w gminie Zblewo, na Pojezierzu Starogardzkim, przy drodze krajowej nr 22. W pobliżu Miradowa znajdują się jeziora Grygorek i Raduńskie.
W latach 1975–1998 miejscowość administracyjnie należała do województwa gdańskiego.

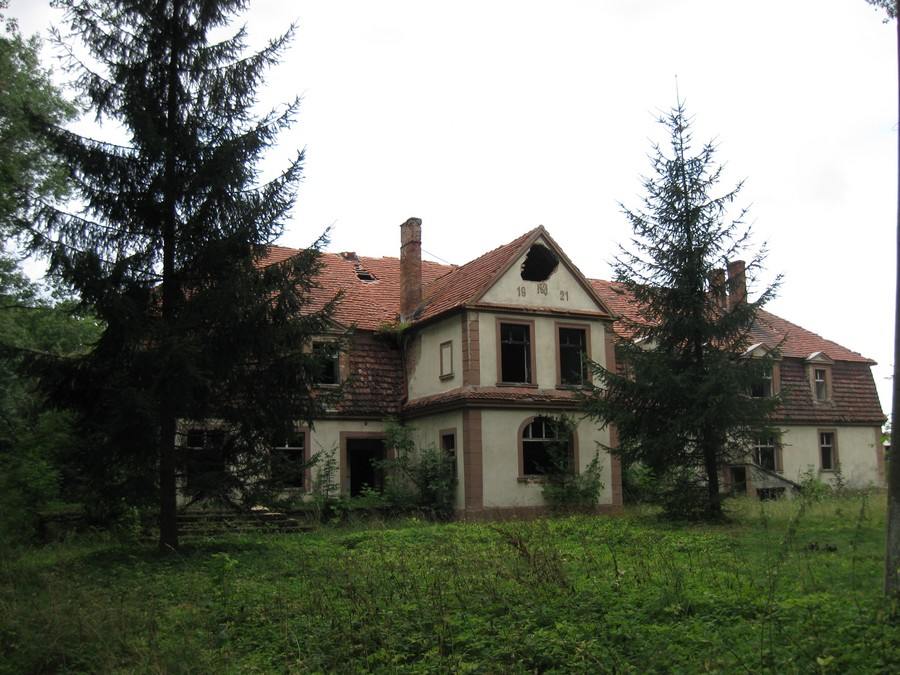
Ruiny dworu w Miradowie

We wsi zrujnowany, piętrowy, secesyjny pałac z 1921. W parku dwa grobowce z XIX w. Na południe od Miradowa, na przesmyku między jeziorami Raduńskim i Gregorkiem wczesnośredniowieczne grodzisko.